# جایزه بازیکن سال فیبا اروپا

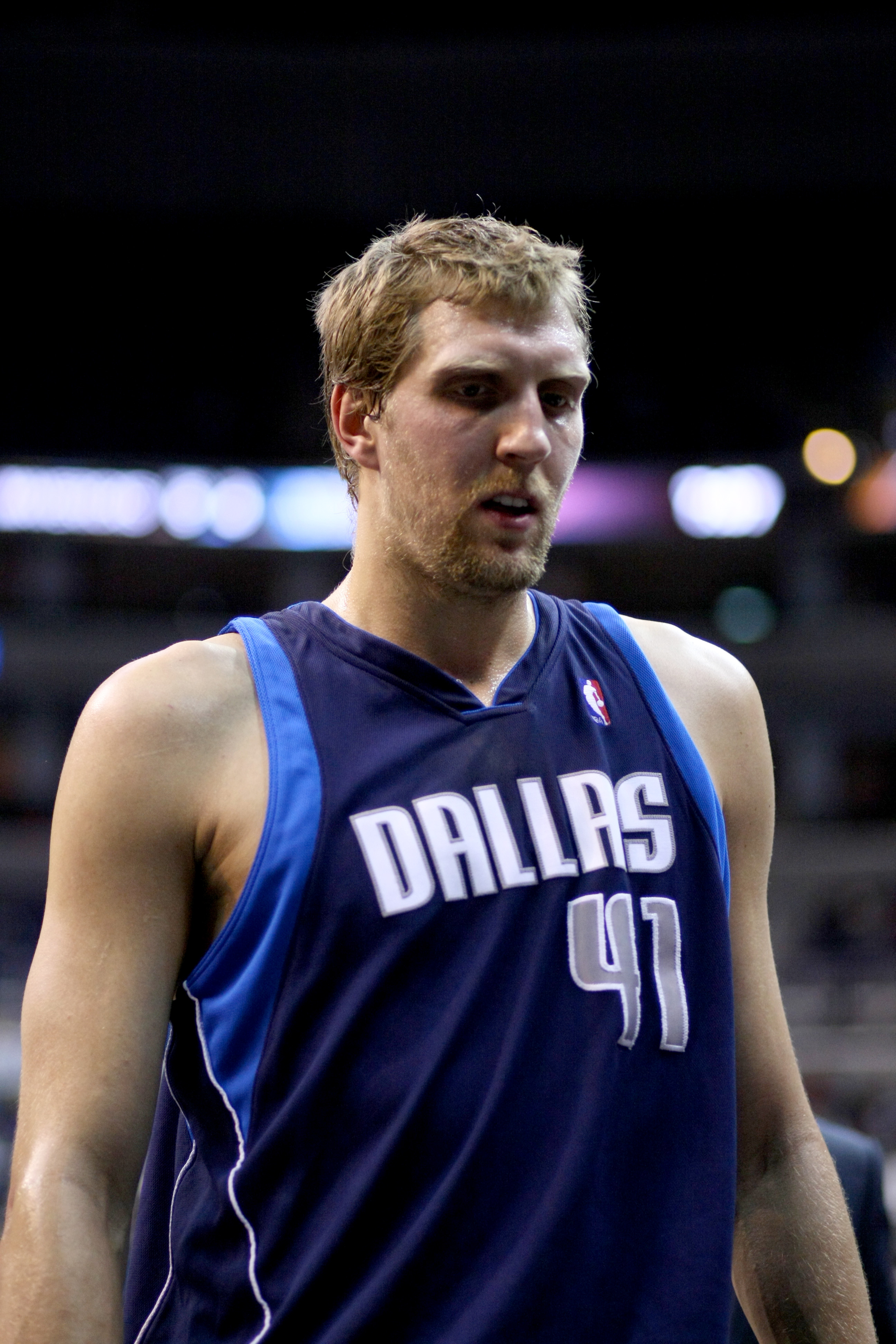
Dirk Nowitzki

جایزه بازیکن سال فیبا اروپا (انگلیسی: FIBA Europe Player of the Year Award) جایزه رسمی فیبا اروپا در هر دو بخش مردان و زنان است که به بازیکنی که با تیم ملی و باشگاه خود به تعالی بزرگی دست یافته است اهدا می شود. اولین دوره این جایزه در سال ۲۰۰۵ اهدا شد.